# Lijst van Surinaamse ministers van Financiën

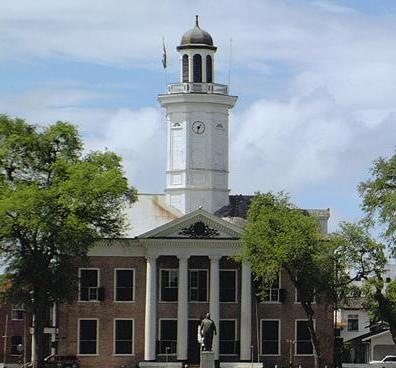
Ministerie van Financiën

Lijst van ministers van Financiën (soms Financiën en Planning of Financiën en Economische Zaken) van Suriname sinds 1948. Tot midden jaren 50 werd de term landsminister gebruikt.
| Ministerie           | Minister                                | Partij       | Periode      | Kabinet             |
| -------------------- | --------------------------------------- | ------------ | ------------ | ------------------- |
| Financiën            | Willem G.H.C.J. Smit                    |              | 1948         | May (CAB)           |
| Financiën            | J.C. Zaal                               |              | 1949         | May (CAB)           |
| Financiën            | Jacques A. Drielsma                     |              | 1949 - 1950  | De Miranda          |
| Financiën            | Archibald Currie                        |              | 1950 - 1951  | De Miranda          |
| Financiën            | Jacques A. Drielsma                     |              | 1951 - 1952  | Drielsma / Buiskool |
| Financiën            | Jan A.E. Buiskool                       |              | 1952         | Drielsma / Buiskool |
| Financiën            | Julius C. Curiël*                       |              | 1952         | Drielsma / Buiskool |
| Financiën            | Severinus Desiré Emanuels               |              | 1952 - 1955  | Alberga / Currie    |
| Financiën            | Willem G.H.C.J. Smit                    |              | 1955 - 1958  | Ferrier             |
| Financiën            | Jules Sedney                            |              | 1958 - 1963  | Emanuels            |
| Financiën            | Johan Adolf Pengel                      | NPS          | 1963 - 1967  | Pengel I            |
| Financiën            | Johan Adolf Pengel                      | NPS          | 1967 - 1969  | Pengel II           |
| Financiën            | Edgar Wijngaarde                        |              | 1969         | May                 |
| Financiën            | Harry S. Radhakishun                    |              | 1969 - 1973  | Sedney              |
| Financiën            | Henck A.E. Arron                        | NPS          | 1973 - 1977  | Arron I             |
| Financiën            | Lesley E. Goede                         | NPS          | 1977 - 1980  | Arron II            |
| Financiën            | Henry R. Neijhorst                      |              | 1980         | Chin A Sen I        |
| Financiën            | Marcel J.B. Chehin                      |              | 1980         | Chin A Sen II       |
| Financiën            | Henk R. Chin A Sen*                     |              | 1980         | Chin A Sen II       |
| Financiën            | André E. Telting                        |              | 1980-1982    | Chin A Sen II       |
| Financiën            | Henry R. Neijhorst                      |              | 1982         | Neijhorst           |
| Financiën            | Winston R. Caldeira                     |              | 1983 - 1984  | Alibux              |
| Financiën            | Marcel J.B. Chehin                      |              | 1984         | Udenhout I          |
| Financiën            | Normann Kleine                          |              | 1985         | Udenhout II         |
| Financiën            | Wim A. Udenhout*                        |              | 1985 - 1986  | Udenhout II         |
| Financiën            | Subhas C. Mungra                        | VHP          | 1986 - 1987  | Radhakishun         |
| Financiën            | Subhas C. Mungra                        | VHP          | 1987 - 1988  | Wijdenbosch I       |
| Financiën            | Subhas C. Mungra                        | VHP          | 1988 - 1990  | Shankar             |
| Financiën            | Jules Albert Wijdenbosch (1941-)        | NDP          | 1991         | Kraag               |
| Financiën            | Rudi Roseval                            |              | 1991         | Venetiaan I         |
| Financiën            | Eddy J. Sedoc* (1938-2011)              | NPS          | 1991 - 1992  | Venetiaan I         |
| Financiën            | Humphrey S. Hildenberg                  | NPS          | 1992 - 1996  | Venetiaan I         |
| Financiën            | M. Atta Mungra (1939-2002)              |              | 1996 - 1997  | Wijdenbosch II      |
| Financiën            | Tjandrikapersad Gobardhan (1948-)       | BVD          | 1997 - 1999  | Wijdenbosch II      |
| Financiën            | L. A. Errol Alibux* (1948-)             |              | 1999 - 2000  | Wijdenbosch II      |
| Financiën            | Humphrey Stanley Hildenberg (1947-2017) | NPS          | 2000 - 2005  | Venetiaan II        |
| Financiën            | Humphrey Stanley Hildenberg (1947-2017) | NPS          | 2005 - 2010  | Venetiaan III       |
| Financiën            | Wonnie Boedhoe                          |              | 2010 - 2011  | Bouterse I          |
| Financiën            | Adelien Wijnerman                       | NDP          | 2011 - 2013  | Bouterse I          |
| Financiën            | vacant                                  |              | 2013 - 2014  | Bouterse I          |
| Financiën            | Andojo Rusland (1961-)                  | NDP          | 2014 - 2015  | Bouterse I          |
| Financiën            | Gillmore André Hoefdraad (1962-)        | NDP          | 2015 - 2020  | Bouterse II         |
| Financiën & Planning | Armand Achaibersing                     | VHP          | 2020 - 2022  | Santokhi            |
| Financiën & Planning | Stanley Raghoebarsing                   | VHP          | 2022 - heden | Santokhi            |
| Financiën & Planning | Adelien Wijnerman                       | 2025 - heden | NDP          | Simons              |

* = waarnemend minister
Arbeid · Binnenlandse Zaken · Buitenlandse Zaken · Defensie · Economische Zaken · Financiën · Justitie en Politie · Landbouw, Veeteelt en Visserij · Natuurlijke Hulpbronnen · Onderwijs en Volksontwikkeling · Openbare Werken · Planning en Ontwikkelingssamenwerking · Regionale Ontwikkeling · Ruimtelijke Ordening, Grond- en Bosbeheer · Sociale Zaken en Volkshuisvesting · Sport- en Jeugdzaken · Transport, Communicatie en Toerisme · Volksgezondheid
premier · president · vicepresident
gouverneurs (1650-1954) · gouverneurs (1954-1975) · gevolmachtigd ministers van Suriname